# Trøgstad
Trøgstad – norweskie miasto i gmina leżąca w regionie Østfold.
Trøgstad jest 330. norweską gminą pod względem powierzchni.

## Demografia
Według danych z roku 2005 gminę zamieszkuje 4962 osób. Gęstość zaludnienia wynosi 24,23 os./km². Pod względem zaludnienia Trøgstad zajmuje 194. miejsce wśród norweskich gmin.
| ludność stan na 1 stycznia 2005 |         |           |       |
|                                 | kobiety | mężczyźni | razem |
| osób                            | 2470    | 2492      | 4962  |
| %                               | 49,78%  | 50,22%    | 100%  |

| wykształcenie stan na 1 października 2004 |        |         |        |        |
|                                           | podst. | średnie | wyższe | niezn. |
| osób                                      | 1010   | 2410    | 506    | 73     |
| %                                         | 25,26% | 60,27%  | 12,65% | 1,83%  |

## Edukacja
Według danych z 1 października 2004:
- liczba szkół podstawowych (norw. grunnskolar): 4
- liczba uczniów szkół podst.: 646

## Władze gminy
Według danych na rok 2011 administratorem gminy (norw. rådmann) jest Tor-Anders Olsen, natomiast burmistrzem (norw. ordfører, d. borgermester) jest Tor Melvold.